# Women’s Regional Handball League
Die Women’s Regional Handball League (WRHL) war eine internationale Frauen-Handball-Liga mit Teilnehmern aus dem weiteren Einzugsbereich der Adria. Sie wurde in der Saison 2008/09 erstmals ausgetragen. Zuletzt nahmen Mannschaften aus Mazedonien, Montenegro und Serbien daran teil. Sie wurde in der Saison 2014/15 nach 17 Spieltagen abgebrochen. Die letzten Spiele waren am 22. Februar 2015.
Obwohl die Anzahl der Teams und deren Zusammensetzung jährlich variierte, besaß die Liga durchwegs eine hohe Spielstärke. Unter den (teilweise ehemaligen) Teilnehmern fanden sich mit Hypo Niederösterreich (8×), Krim Mercator (2×), Podravka Vegeta, Kometal Gjorče Petrov Skopje und ŽRK Budućnost Podgorica (je 1×) mehrere Sieger der EHF Champions League. Des Weiteren waren viele der ehemaligen und aktuellen Teilnehmer mehrfache Sieger der jeweiligen nationalen Meisterschaften.
ŽRK Budućnost Podgorica ist mit fünf gewonnenen Titeln die bisher erfolgreichste Mannschaft des Wettbewerbes.

## Siegerliste
| Saison  | Sieger der WRHL         |
| ------- | ----------------------- |
| 2008/09 | Podravka Vegeta         |
| 2009/10 | ŽRK Budućnost Podgorica |
| 2010/11 | ŽRK Budućnost Podgorica |
| 2011/12 | ŽRK Budućnost Podgorica |
| 2012/13 | ŽRK Budućnost Podgorica |
| 2013/14 | ŽRK Budućnost Podgorica |

## Torschützenköniginnen
| Saison  | Torschützenkönigin – Grunddurchgang | Torschützenkönigin – Final Four  |
| ------- | ----------------------------------- | -------------------------------- |
| 2008/09 | Andrea Penezić                      | n.a.                             |
| 2009/10 | Alexandra Priscila Do Nascimento    | Alexandra Priscila Do Nascimento |
| 2010/11 | Sanja Damnjanović                   | Kristina Liščević                |
| 2011/12 | Nina Jukopila                       |                                  |
| 2012/13 | Mirjeta Bajramoska                  |                                  |
| 2013/14 | Đurđina Malović                     | n.a.                             |

## Erfolgreichste Vereine
| Pos. | Verein                  | Erster | Zweiter | Dritter |
| ---- | ----------------------- | ------ | ------- | ------- |
| 1    | ŽRK Budućnost Podgorica | 5      | 1       |         |
| 2    | Podravka Vegeta         | 1      | 1       | 1       |
| 3    | RK Metalurg Skopje      |        | 2       |         |
| 4    | Hypo Niederösterreich   |        | 1       | 1       |
| 5    | ŽRK Zaječar             |        | 1       |         |
|      | RK GEN-I Zagorje        |        | 1       |         |
| 7    | RK Lokomotiva Zagreb    |        |         | 2       |
| 8    | ŽORK Jagodina           |        |         | 1       |

## Länderwertung
| Pos. | Land       | Erster | Zweiter | Dritter |
| ---- | ---------- | ------ | ------- | ------- |
| 1    | Montenegro | 5      | 1       |         |
| 2    | Kroatien   | 1      | 1       | 3       |
| 3    | Mazedonien |        | 2       |         |
| 4    | Österreich |        | 1       | 1       |
|      | Serbien    |        | 1       | 1       |
| 6    | Slowenien  |        | 1       |         |